# 엑소더스: 신들과 왕들
《엑소더스: 신들과 왕들》(영어: Exodus: Gods and Kings)은 2014년 공개된 서사 영화이다.

## 출연
- 크리스천 베일 - 모세 역
- 조엘 에저턴 - 람세스 2세 역
- 에런 폴 - 여호수아 역
- 존 터투로 - 세티 1세 역
- 벤 킹즐리 - 눈 역
- 시거니 위버 - 투야 역
- 마리아 발베르데 - 지포라 역
- 인디라 바르마 - 미리암 역
- 히암 아바스 - 비디아 역
- 케보르크 말리키안 - 제드로 역
- 앤턴 알렉산더 - 다단 역
- 골시프테 파라하니 - 네페르타리 역
- 벤 멘델슨

## 같이 보기
- 화이트워싱